# 倫敦攝政大學
倫敦攝政大學（Regent's University London）是位於英國倫敦市攝政公園內的一所私立大學，是繼白金漢大學之後英國第二所私立大學。

## 歷史

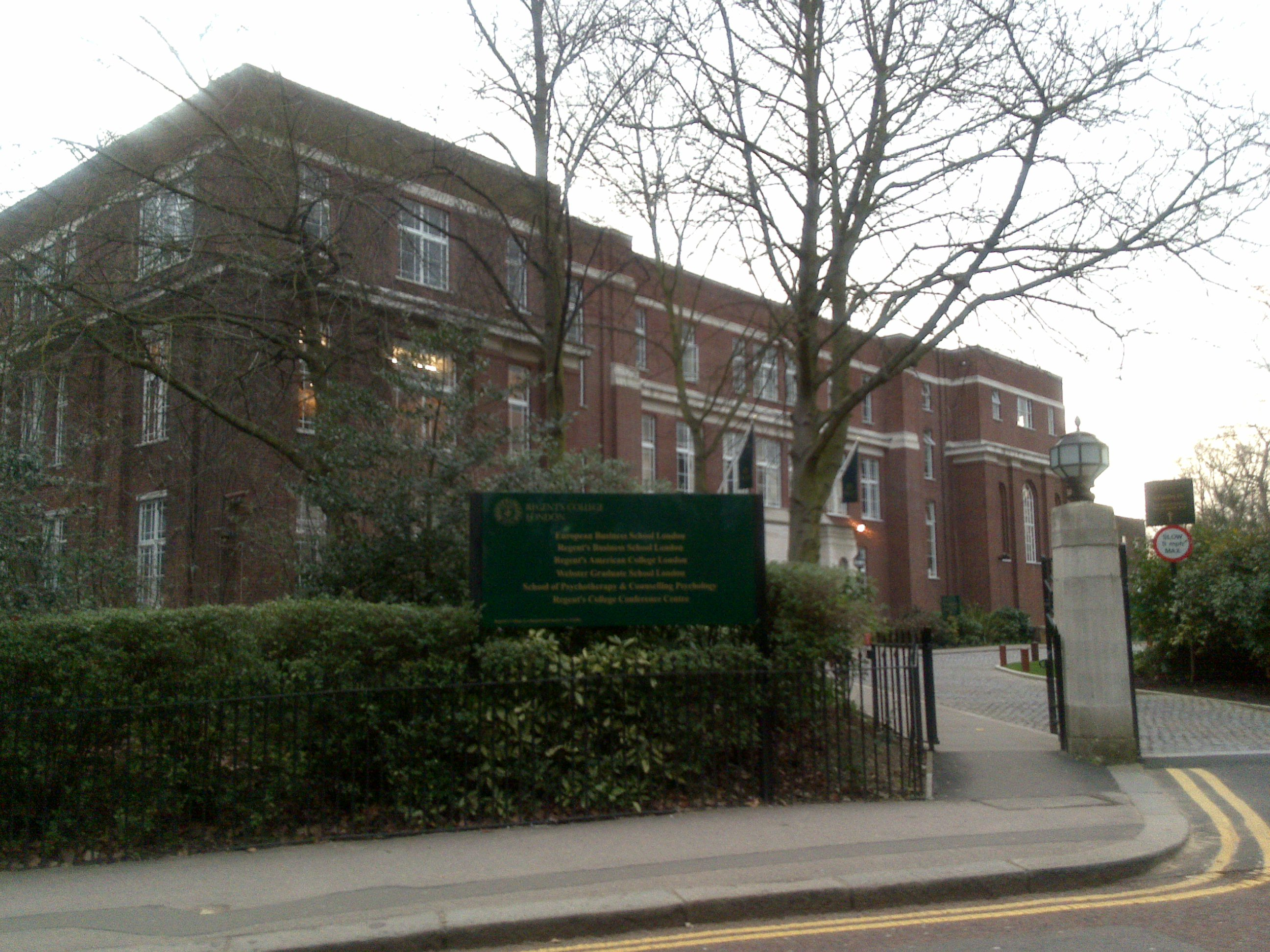
學校大門

該大學的前身是1984年創建的攝政學院（Regent's College），次年買下倫敦大學貝德福德學院（Bedford College，該學院在這年併入皇家霍洛威，和今日的贝德福学院、贝德福郡大学无关系）在攝政公園內的校區，而這片校區的歷史則可以追溯到1908年。
1987年，伦敦欧洲商学院加入摄政学院。
2012年9月1日開始該學院始擁有授课型學位授予權，次年正式受商务创新和技能部认可成為大學。
2016年之前，学校所颁发的研究型学位都借由威尔士大学颁发。在这之后因威尔士大学改组，改为北安普顿大学颁发。
2018年，学校通过了授课型学位授予资格审查。2024年，相关部门将再次审核，如果通过，学院即可永久自行颁发学位。

## 外部連接
- Regent's University London website （页面存档备份，存于）